# Rudolf Bauer
Pour les articles homonymes, voir Rudolf Bauer (artiste) et Bauer.
Rezső dit « Rudolf » Bauer (né le 2 janvier 1879 à Budapest - mort le 9 novembre 1932 à Sósér) était un athlète austro-hongrois (hongrois), spécialiste du lancer du disque.
Il remporte la médaille d'or lors des Jeux de Paris (1900), avec un lancer à 36,04 m, nouveau record du monde.

## Quelques photos

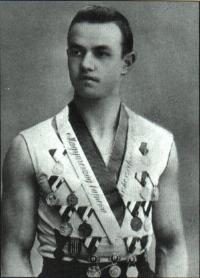
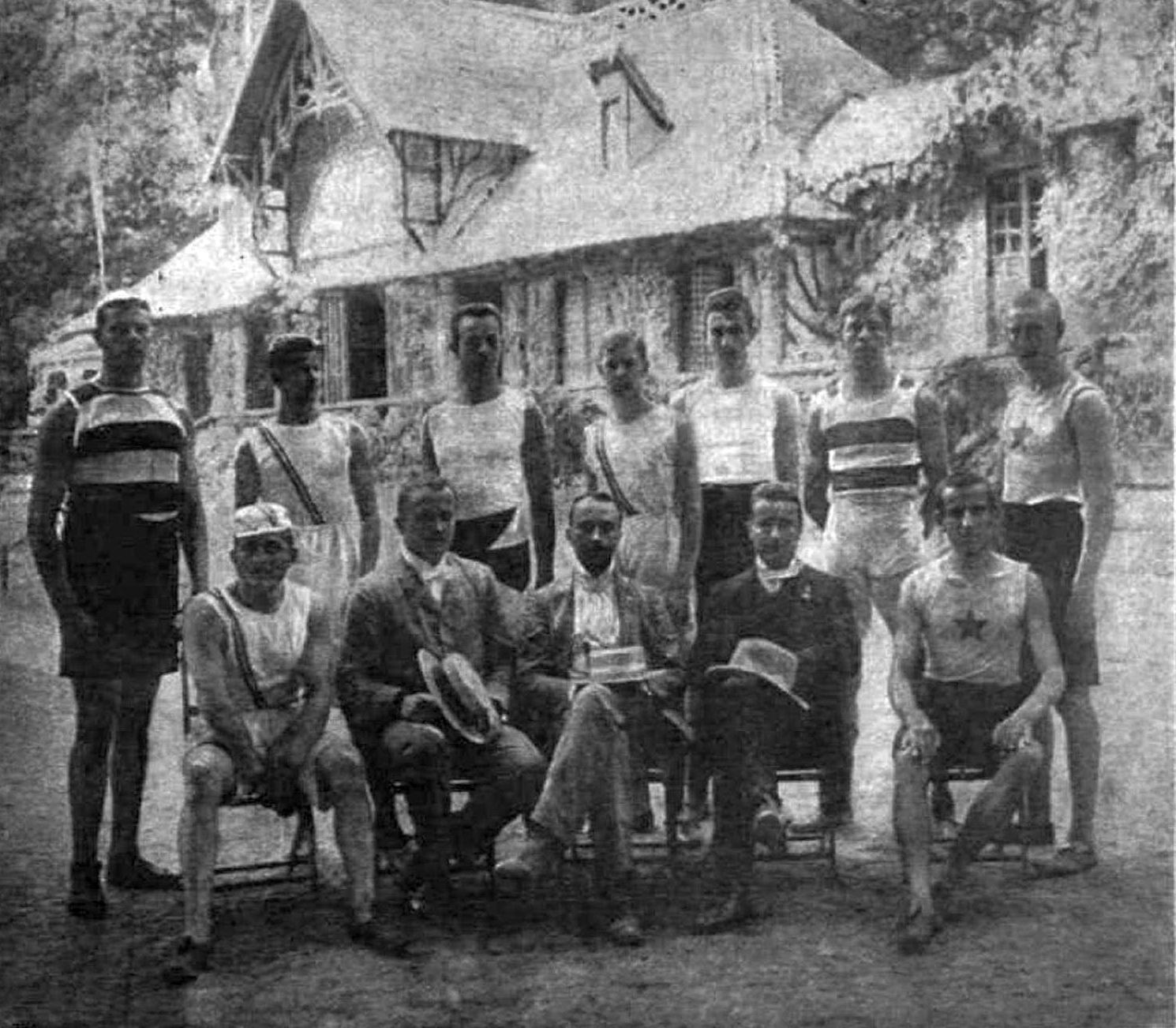
Rudolf Bauer avec l'équipe hongroise aux Jeux olympiques de Paris en 1900.
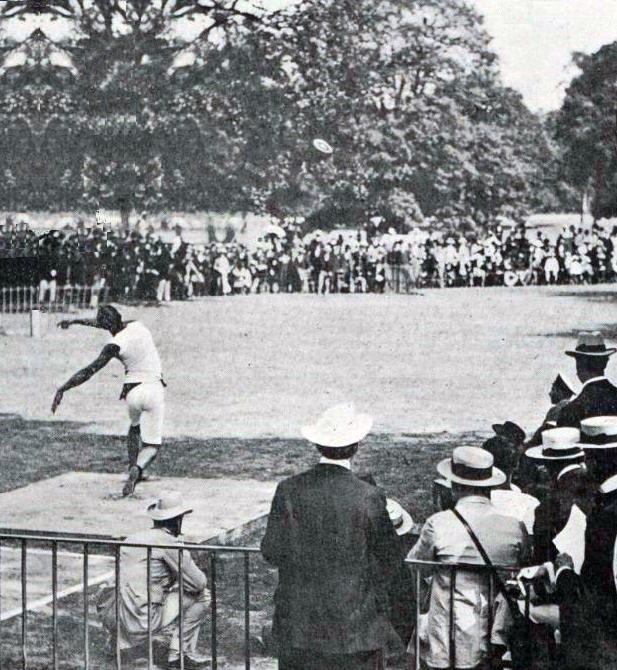
Rudolf Bauer durant l'épreuve du lancer du disque.
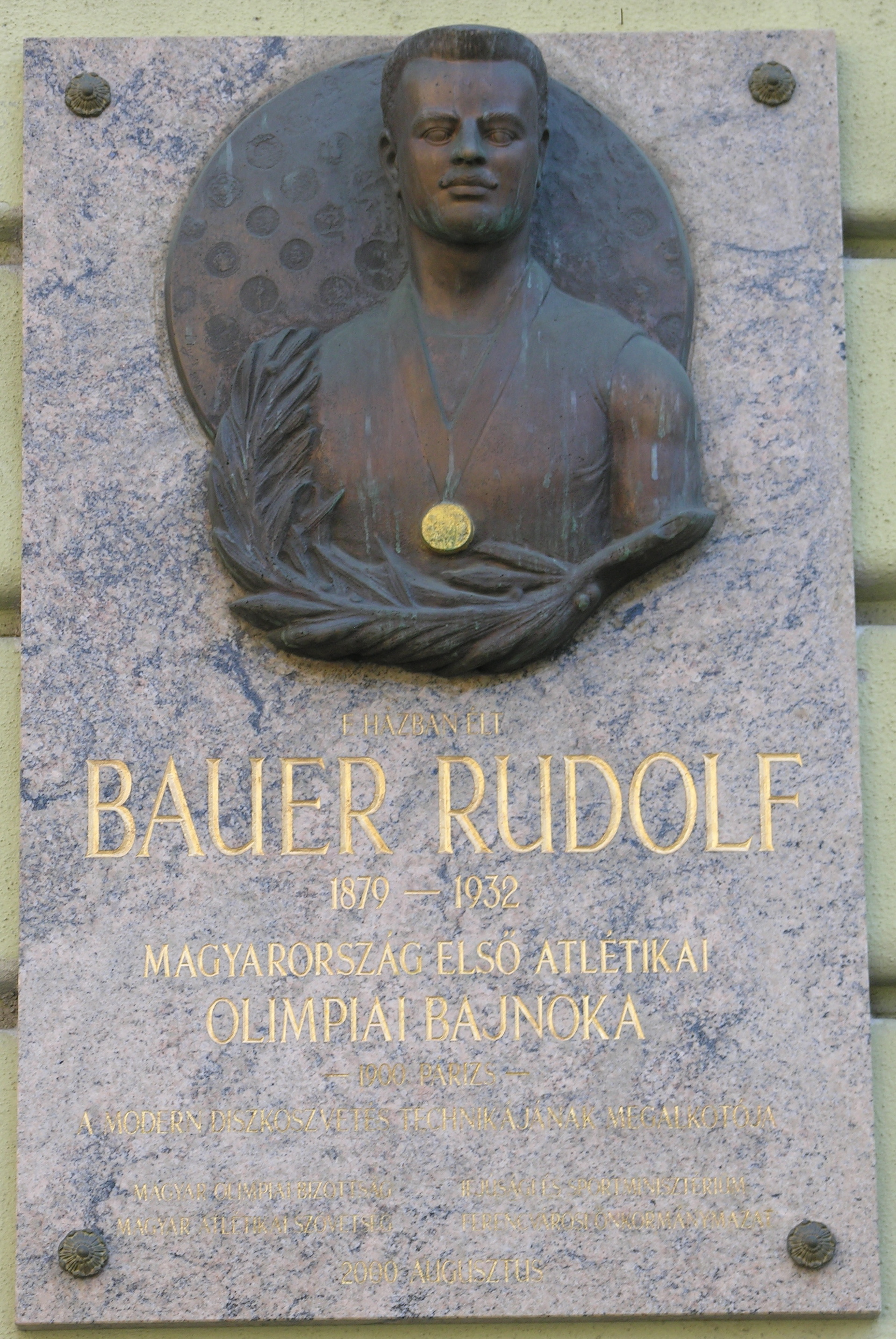
Plaque commémorative en l'honneur de Rudolf Bauer, à Budapest.